# Jean-François de Gondi

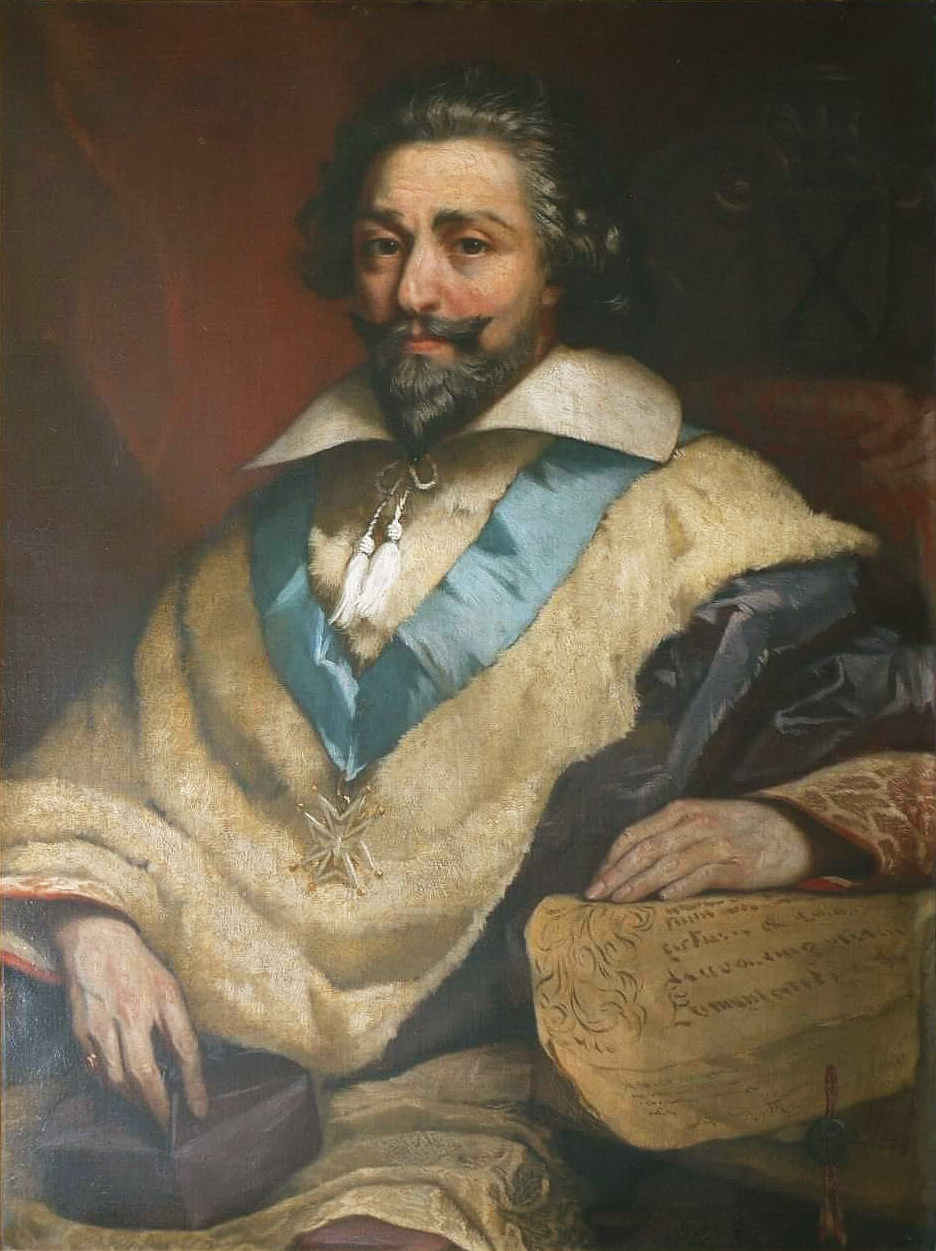
Jean-François de Gondi

Jean-François de Gondi (* 1584 in Paris; † 21. März 1654 ebenda) war von 1622 bis 1654 der erste Erzbischof von Paris.

## Leben
Jean-François de Gondi wurde als dritter Sohn von Albert de Gondi, Herzog von Retz (1581) und Marschall von Frankreich (1573) geboren. Seine älteren Brüder waren Kardinal Henri de Gondi (1572–1622), Bischof von Paris, und Philippe Emmanuel de Gondi (* 1581) Galeerengeneral.
Jean-François de Gondi folgte seinem Onkel Pierre de Gondi und seinem Bruder Henri de Gondi als Bischof von Paris. Für ihn wurde das Bistum Paris am 20. Oktober 1622 zum Erzbistum erhoben.
Er starb am 21. März 1654 in Paris und wurde in der Kathedrale Notre Dame de Paris bestattet.
Sein Koadjutor und Nachfolger war sein Neffe Jean-François Paul de Gondi, Kardinal von Retz.